# رهاسازی درونی مهارشده دارو
دستگاه‌های رهاسازی درونی مهارشدهٔ دارو (به انگلیسی: Controlled internal drug release) در دام برای هماهنگ‌سازی فحلی استفاده می‌شود. آنها دستگاه‌های T شکل با یک هسته نایلونی با پوشش سیلیکونی هستند. پوشش سیلیکونی با پروژسترون آغشته شده‌است. CIDRها به صورت درون واژینال با استفاده از اپلیکاتور تخصصی وارد می‌شوند. بال‌های منعطف برای ورود آسان‌تر می‌شوند و پس از قرار گرفتن مناسب در داخل واژن منبسط می‌شوند. با گسترش بال‌ها جایگاه خود را حفظ می‌کند. دستگاه‌های رهاسازی درونی مهارشده دارو دارای نرخ نگهداری بسیار بالایی هستند که ممکن است از ۹۷٪ فراتر رود. یک دم نایلونی نازک بیرونی باقی می‌ماند و برای برداشتن استفاده می‌شود.